# رشته‌کوه شاخ‌دره
رشته‌کوه شاخ‌دره (به لاتین: Shakhdara Range) یک رشته‌کوه در تاجیکستان است. رشته‌کوه شاخ‌دره ۶٬۷۲۶ متر بالاتر از سطح دریا واقع شده‌است.